# Casa de Silva
O Conde D. Pedro no seu “Livro de Linhagens” inicia a sucessão de “la casa de Silva” em D. Gutierre Peláez (de) Alderete (c.1030 -?). D. Gutierre foi Senhor do Castelo de Alderete e Senhor da Torre e quinta da Silva. Seu avô paterno, D. Pelayo Froilaz «el Diacono» (c. 990 - c.1050), era trineto de D. Fruela II, Rei de Asturias e de Leão, o que significa que D. Gutierre era descendente dos monarcas da dinastía Astur-Leonesa.  
A Casa da Silva é uma linhagem nobiliaria de uma família espanhola e portuguesa, originária de Portugal, que inicialmente tinha dois ramos principais: o mais velho dos Condes de Cifuentes (título criado em 1456 e actualmente detido pelos Marqueses de San Román), e o dos Duques de Pastrana (título criado em 1572 e que atualmente ostenta ramos menores da Casa de Toledo). 

## Títulos concedidos à Casa da Silva
- Principado de Éboli
- Ducado de Estremera
- Ducado de Pastrana (GdE)
- Ducado de Talavera de la Reina (GdE)
- Marquesado del Águila
- Marquesado de Alenquer
- Marquesado de la Eliseda
- Marquesado de Gouveia
- Marquesado de Guisa
- Marquesado de Isasi
- Marquesado de Montemayor
- Marquesado de Orani
- Marquesado de la Vega de Sagra
- Marquesado de Vagos
- Marquesado de Alegrete
- Condado de Cifuentes (GdE)
- Condado de Portalegre
- Condado de Unhão
- Condado de Aveiras
- Condado de Vilar Maior
- Condado de Santiago de Beduído
- Senhores de Chamusca

Entre 1755 e 1802 incorporaram-se os títulos da  casa de Alba mediante o casal de Manuel María José de Silva Mendoza e Porca, X conde de Galve, com María Teresa Álvarez de Toledo e Haro, XI duquesa de Alba de Tormes.
No século XVI  incorporam-se os títulos da casa de Híjar na figura de Jaime Francisco Víctor Sarmiento de Silva Fernández de Híjar, V duque de Aliaga, de Híjar e de Lecera, III marqués de Alenquer, VIII conde de Belchite, IX de Salinas, IX de Ribadeo, V de Vallfogona e IV de Guimerá, XV vizconde de Ebol, XV de Canet, XIV de Illa e IV de Alquerforadat.
A começos do século XVIII , o ramo Silva-Bazán incorpora os títulos do marquesado de Santa Cruz (fundado em 1569), do marquesado de Villasor (1594), do ducado de Santo Mauro (1705), do ducado de San Carlos (1780) e do marquesado de Poço Loiro (1887) —os cinco com faixa de grandeza de Espanha—, bem como do marquesado do Viso (1611), do marquesado de Arcicóllar (1680), do condado de Carvajal (1866), do condado de San Martín de Buracos (1891) e do senhorio de Valdepeñas (concedido em 1575).